# Jiří Kuntoš
Jiří Kuntoš (* 11. prosince 1971 Jihlava) je bývalý československý a český hokejový obránce.

## Hráčská kariéra
S hokejem začínal v rodném městě v týmu ASD Dukla Jihlava. V první sezóně 1990/91 pomohl vybojoval titul v Československé lize. V týmu odehrál poslední dvě sezóny 1991/93 než se Československá liga rozdělila na Českou nejvyšší ligu (Extraliga). V nové české lize odešel do týmu HC Olomouc, který se stal rovněž první mistr ligy. V Olomouci strávil dva ročníky, poté odešel do týmu HC Železárny Třinec. S týmem si mohl opět zahrát finále playoff v české extralize 1997/98, ale prohráli nad týmem HC Petra Vsetín 0:3 na zápasy. V následujícím ročníku obsadil s týmem třetí místo. Na nadcházející sezónu se tým přejmenoval na HC Oceláři Třinec a 16. ledna 2001 odehrál 500. utkání v československé a české nejvyšší ligy. V Třinci setrval až do ročníku 2001/02, kdy stihl odehrát za oceláře sedm zápasů, poté přestoupil do týmu HC Chemopetrol Litvínov. První zápas za Chemopetrol odehrál proti týmu HC Femax Havířov. S týmem odehrál dvě sezóny, ale v žádné z nich se jim nepodařilo postoupit do playoff. 17. července 2003 podepsal jednoletou smlouvu s týmem HC Slavia Praha. Se Slavii si zahrál již čtvrté finále playoff a poslední zápas v nejvyšší lize. Sice po vypršení smlouvy čekal na nabídky z extraligových klubů nebo ze zahraničí, ale nikdo se neozval a rozhodl se ukončit kariéru a hned poté se stal hráčský agent. Bez hokeje dlouho nevydržel a po více než jednoho roku začal s tréninkem v týmu HHK Velké Meziříčí, kdy ještě působil v krajském hokejovém přeboru. S týmem Velké Meziříčí postoupili do 2.hokejové ligy, se kterým odehrál 17 zápasů. Poté ukončil hráčskou kariéru.

## Prvenství
- Debut v ČHL – 14. září 1993 (HC Pardubice proti HC Olomouc)
- První gól v ČHL – 14. září 1993 (HC Pardubice proti HC Olomouc, českému brankáři Radovanu Bieglovi)
- První asistence v ČHL – 26. října 1993 (HC Olomouc proti ASD Dukla Jihlava)

## Klubová statistika
| Sezóna        | Klub                    | Soutěž        |     | Základní část | Základní část | Základní část | Základní část | Základní část |   | Play off | Play off | Play off | Play off | Play off |
| Sezóna        | Klub                    | Soutěž        | Z   | G             | A             | B             | TM            | Z             | G | A        | B        | TM       |          |          |
| 1990/1991     | ASD Dukla Jihlava       | ČSHL          | 15  | 1             | 3             | 4             | 18            | —             | — | —        | —        | —        |          |          |
| 1991/1992     | ASD Dukla Jihlava       | ČSHL          | 37  | 0             | 4             | 4             |               | 8             | 2 | 3        | 5        |          |          |          |
| 1992/1993     | ASD Dukla Jihlava       | ČSHL          | 40  | 4             | 3             | 7             |               | —             | — | —        | —        | —        |          |          |
| 1993/1994     | HC Olomouc              | ČHL           | 55  | 4             | 5             | 9             |               | —             | — | —        | —        | —        |          |          |
| 1994/1995     | HC Olomouc              | ČHL           | 47  | 3             | 11            | 14            |               | —             | — | —        | —        | —        |          |          |
| 1995/1996     | HC Olomouc              | ČHL           | 39  | 3             | 8             | 11            | 54            | 4             | 0 | 0        | 0        | 2        |          |          |
| 1996/1997     | HC Železárny Třinec     | ČHL           | 46  | 1             | 5             | 6             | 60            | 4             | 0 | 0        | 0        | 0        |          |          |
| 1997/1998     | HC Železárny Třinec     | ČHL           | 49  | 7             | 10            | 17            | 72            | 13            | 2 | 1        | 3        | 48       |          |          |
| 1998/1999     | HC Železárny Třinec     | ČHL           | 47  | 3             | 5             | 8             | 138           | 10            | 2 | 2        | 4        | 14       |          |          |
| 1999/2000     | HC Oceláři Třinec       | ČHL           | 47  | 0             | 11            | 11            | 66            | 4             | 0 | 0        | 0        | 6        |          |          |
| 2000/2001     | HC Oceláři Třinec       | ČHL           | 40  | 4             | 5             | 9             | 80            | —             | — | —        | —        | —        |          |          |
| 2001/2002     | HC Oceláři Třinec       | ČHL           | 7   | 0             | 1             | 1             | 14            | —             | — | —        | —        | —        |          |          |
| 2001/2002     | HC Chemopetrol Litvínov | ČHL           | 27  | 0             | 5             | 5             | 61            | —             | — | —        | —        | —        |          |          |
| 2002/2003     | HC Chemopetrol Litvínov | ČHL           | 43  | 2             | 7             | 9             | 67            | —             | — | —        | —        | —        |          |          |
| 2003/2004     | HC Slavia Praha         | ČHL           | 47  | 3             | 6             | 9             | 66            | 11            | 0 | 0        | 0        | 37       |          |          |
| 2006/2007     | HHK Velké Meziříčí      | 2.ČHL         | 17  | 2             | 1             | 3             | 96            | —             | — | —        | —        | —        |          |          |
| Celkem v ČSHL | Celkem v ČSHL           | Celkem v ČSHL | 92  | 5             | 10            | 15            | 18            | 8             | 2 | 3        | 5        |          |          |          |
| Celkem v ČHL  | Celkem v ČHL            | Celkem v ČHL  | 494 | 30            | 80            | 110           | 678           | 46            | 4 | 3        | 7        | 107      |          |          |

## Turnaje v Česku
| Rok    | Tým                     | Liga         | Z  | G | A | B | TM |
| ------ | ----------------------- | ------------ | -- | - | - | - | -- |
| 2000   | HC Oceláři Třinec       | Zepter Cup   | 6  | 1 | 1 | 2 | 8  |
| 2001   | HC Oceláři Třinec       | Tipsport Cup | 1  | 0 | 2 | 2 | 0  |
| 2002   | HC Chemopetrol Litvínov | Tipsport Cup | 8  | 0 | 0 | 0 | 10 |
| 2003   | HC Slavia Praha         | Tipsport Cup | 5  | 0 | 0 | 0 | 6  |
| Celkem | Celkem                  | Celkem       | 20 | 1 | 3 | 4 | 24 |

## Reprezentace
| Rok                       | Tým                       | Soutěž                    | Z | G | A | B | TM |
| ------------------------- | ------------------------- | ------------------------- | - | - | - | - | -- |
| 1991                      | Československo 20         | MSJ                       | 7 | 1 | 4 | 5 | 14 |
| Juniorská kariéra celkově | Juniorská kariéra celkově | Juniorská kariéra celkově | 7 | 1 | 4 | 5 | 14 |